# Apple A9X
Apple A8X Apple A10X
Le processeur Apple A9X est un système sur une puce (SoC) créé Apple et fabriqué par TSMC. Il est apparu la première fois dans l'iPad Pro, qui a été annoncé le 9 septembre 2015. L'A9X intègre le coprocesseur de mouvements M9. C'est une variante de l'A9 et, d'après Apple, le processeur est 1,8 fois plus performant et les performances graphiques sont 2 fois plus performantes par rapport à son prédécesseur, l'Apple A8X.

## Conception
L'A9X dispose d'un processeur 64 bits ARMv8-A dual-core conçu par Apple appelé "Twister". Il offre le double de bande passante mémoire et de performance de stockage par rapport à l'A8X.
Contrairement à l'A9, il ne contient pas de cache L3 à cause de la bande passante importante de la DRAM. L'A9X est équipé de 4 Go de LPDDR4 dans l'iPad Pro 12,9" et de 2 Go de LPDDR4 dans l'iPad Pro 9,7" avec une bande passante totale de 51,2 GB/s.

## Produits équipés d'un Apple A9X
- iPad Pro 12,9 pouces (1re génération)
- iPad Pro 9,7 pouces